# Theodor von Liechtenstern
Theodor Freiherr von Liechtenstern (* 9. November 1799 in Wien; † 25. September 1848 in Magdeburg) war ein preußischer Premierleutnant. Er gilt neben Emil von Sydow als einer der Begründer der methodischen Schulkartographie und als ein Vorreiter der physischen Atlaskarte.

## Leben
Der Sohn des österreichischen Kartografen Joseph Max von Liechtenstern besuchte das Gymnasium und das k.k. Polytechnische Institut in seiner Heimatstadt. Am 1. Oktober 1822 trat er als Freiwilliger in das 27. Infanterie-Regiment (2. Magdeburgisches) der Preußischen Armee ein und avancierte bis Mitte Juni 1826 zum Sekondeleutnant. Ab 8. April 1831 war er als Geographielehrer am Berliner Kadettenhaus tätig und wirkte von Oktober 1839 bis Juli 1847 als Lehrer an der Schule der 7. Division. Zwischenzeitlich zum Premierleutnant aufgestiegen, beauftragte man ihn am 6. Juni 1848 mit der Wahrnehmung der Geschäfte eines Rendanten an der Allgemeinen Kriegsschule. Liechtenstern sollte Anfang August 1848 auch die Adjutantur-Geschäfte übernehmen, konnte diese Stellung krankheitsbedingt aber nicht antreten.
Er gehörte zu der Gruppe von Reformern um Carl Ritter (1779–1859) und Alexander von Humboldt (1769–1859), welche die sich seit der Jahrhundertwende vollziehende Entwicklung der Geographie zu einer modernen Wissenschaft in die Schulen trugen. Der unterrichtserfahrene Leutnant erarbeitete neue Lehrmittel und engagierte sich auch publizistisch gegen die „alte“ Schulgeographie, die als Staatenkunde eine Fülle topographisch-statistischen Lernstoffs rein aufzählend darbot. Das neue Fundament des Unterrichts sollte die physische oder physikalische Geographie als Lehre der natürlichen Beschaffenheit der Erdoberfläche und der in ihr wirkenden, naturwissenschaftlich abgeleiteten Gesetze bilden.
Die kartographische Umsetzung dieser neuen Richtung leitete die Entwicklung der physischen Atlaskarte ein, zu deren markantesten Merkmalen die Gebirgsdarstellung und die Regionalfarben, die farbigen Höhenstufen, geworden sind. Von Liechtenstern war – soweit feststellbar – der erste Schulgeograph, der 1834/38 „Physische Karten“, d. h. Karten ohne politische Grenzdarstellungen, als gleichwertige Atlasbestandteile aufnahm und diese Karten mit farbigen, braunen Bergschraffen versah, um die vertikale Dimension deutlicher hervortreten zu lassen. Auf einer Europa-Karte seines „Schulatlas der Erd- und Staatenkunde“ setzte er erstmals einen helleren und einen dunkleren Braunton ein, um Hochflächen und Hochgebirge zu kennzeichnen. In der zweiten Auflage des Atlasses erhielten die Tiefebenen der physischen Karten dann 1844/46 ein grün-beiges Flächenkolorit. Für die Gebirgsdarstellung nutzte von Liechtenstern eine stark vereinfachte, generalisierte Version der Böschungsschraffierung, die von Johann Georg Lehmann 1799 entwickelt und von dem preußischen Generalstabsoffizier Otto August Rühle von Lilienstern für Unterrichtszwecke modifiziert worden war.
Das Charakteristische seiner Kartenentwürfe sah von Liechtenstern darin, dass sie „schon bei dem ersten und flüchtigen Anblick die ganze Physiognomik eines Erdraumes zu geben [...] und einen unauslöschlichen Eindruck zu hinterlassen im Stande“ seien. Aus dieser Hauptforderung entwickelte er weitere Grundsätze der Karten- und Atlasgestaltung für die Schule. Die farbig gestalteten Karten der ersten Atlasauflage dienten einigen Schulgeographen als Muster und Denkanstoß. Vor allem ist Emil von Sydow zu nennen, der in seinen ab 1838 erschienenen Wandkarten und Atlanten die Ideen von Liechtensterns weiterentwickelte.

## Schriften
- Die neuesten Ansichten von der Erdkunde in ihrer Anwendung auf den Schulunterricht. Braunschweig 1846.
- Schulatlas zur Erd- und Staatenkunde für höhere Schulen. Reimer, Berlin 1834/1838 und 1844/1846.
- mit Henry Lange: Neuester Schulatlas zum Unterricht in der Erdkunde. George Westermann, Braunschweig 1853.